# عنيبية بلفورية
عنيبية بلفورية (الاسم العلمي:Cocculus balfourii) هي نوع من النباتات تتبع جنس العنيبية من الفصيلة البذر القمرية.